# Regeringen Karjalainen I
Regeringen Karjalainen I var Republiken Finlands 47:e regering. I regeringen ingick ursprungligen Agrarförbundet, Samlingspartiet, ASSF, Svenska folkpartiet och Finska folkpartiet. Arbetarnas och småbrukarnas socialdemokratiska förbund lämnade regeringen i oktober 1963. Ministären regerade från 13 april 1962 till 18 december 1963.

## Ministrar
| Minister                                                                                            | Ämbetsperiod                                                                                      | Parti                          |
| --------------------------------------------------------------------------------------------------- | ------------------------------------------------------------------------------------------------- | ------------------------------ |
| Statsminister Ahti Karjalainen Johannes Virolainen, ställföreträdare                                | 13 april 1962–18 december 1963 13 april 1962–18 december 1963                                     | Agrarförbundet                 |
| Minister i statsrådets kansli Olavi J. Mattila                                                      | 1 november 1963–18 december 1963                                                                  | opolitisk                      |
| Utrikesminister Veli Merikoski                                                                      | 13 april 1962–18 december 1963                                                                    | FFP                            |
| Minister i utrikesministeriet Olavi J. Mattila                                                      | 1 november 1963–18 december 1963                                                                  | opolitisk                      |
| Justitieminister J.O. Söderhjelm                                                                    | 13 april 1962–18 december 1963                                                                    | SFP                            |
| Inrikesminister Eeli Erkkilä Niilo Ryhtä                                                            | 13 april 1962–8 februari 1963 8 februari 1963–18 december 1963                                    | Agrarförbundet                 |
| Försvarsminister Arvo Pentti                                                                        | 13 april 1962–18 december 1963                                                                    | Agrarförbundet                 |
| Finansminister Osmo P. Karttunen Mauno Jussila                                                      | 13 april 1962–13 december 1963 13 december 1963–18 december 1963                                  | Samlingspartiet Agrarförbundet |
| Minister i finansministeriet Onni Koski J.O. Söderhjelm Mauno Jussila                               | 13 april 1962–18 oktober 1963 21 september 1962–18 december 1963 1 november 1963–13 december 1963 | ASSF SFP Agrarförbundet        |
| Undervisningsminister Armi Hosia                                                                    | 13 april 1962–18 december 1963                                                                    | FFP                            |
| Jordbruksminister Johannes Virolainen                                                               | 13 april 1962–18 december 1963                                                                    | Agrarförbundet                 |
| Minister i jordbruksministeriet Verner Korsbäck                                                     | 13 april 1962–18 december 1963                                                                    | SFP                            |
| Minister för kommunikationsväsendet och allmänna arbetena Veikko Savela                             | 13 april 1962–18 december 1963                                                                    | Agrarförbundet                 |
| Minister i ministeriet för kommunikationsväsendet och allmänna arbetena Onni Närvänen Olavi Lahtela | 13 april 1962–18 oktober 1963 1 november 1963–18 december 1963                                    | ASSF Agrarförbundet            |
| Handels- och industriminister T.A. Wiherheimo                                                       | 13 april 1962–18 december 1963                                                                    | Samlingspartiet                |
| Socialminister Olavi Saarinen Kyllikki Pohjala                                                      | 13 april 1962–18 oktober 1963 18 oktober 1963–18 december 1963                                    | ASSF Samlingspartiet           |
| Minister i socialministeriet Kyllikki Pohjala                                                       | 13 april 1962–18 oktober 1963                                                                     | Samlingspartiet                |